# Bethwell Birgen
Bethwell Birgen Chemweno (6 agosto 1988) è un mezzofondista keniota.

## Palmarès
| Anno | Manifestazione  | Sede       | Evento       | Risultato  | Prestazione | Note |
| ---- | --------------- | ---------- | ------------ | ---------- | ----------- | ---- |
| 2012 | Mondiali indoor | Istanbul   | 1500 m piani | Batteria   | 3'42"72     |      |
| 2013 | Mondiali        | Mosca      | 1500 m piani | Semifinale | 3'37"74     |      |
| 2014 | Mondiali indoor | Sopot      | 1500 m piani | 8º         | 3'40"66     |      |
| 2016 | Mondiali indoor | Portland   | 1500 m piani | Batteria   | 3'49"35     |      |
| 2018 | Mondiali indoor | Birmingham | 3000 m piani | Bronzo     | 8'15"78     |      |

## Campionati nazionali
2010
- 6º ai campionati kenioti, 1500 m piani - 3'45"1

2011
- Eliminato in batteria ai campionati kenioti, 1500 m piani - 3'45"1

2012
- 8º ai campionati kenioti, 1500 m piani - 3'39"83

2013
- Eliminato in batteria ai campionati kenioti, 1500 m piani - 3'44"2

214
- 7º ai campionati kenioti, 1500 m piani - 3'39"4

## Altre competizioni internazionali[1]
2009
- Argento al Memorial Van Damme ( Bruxelles), staffetta 4x1500 m piani - 14'44"31
- 4º ai Bislett Games ( Oslo), 1500 m piani - 3'37"39
- 4º al British Grand Prix ( Gateshead), 1500 m piani - 3'41"93

2011
- 5º al British Grand Prix ( Gateshead), miglio - 3'56"22
- 7º allo Shanghai Golden Grand Prix ( Shanghai), 1500 m piani - 3'34"59
- 5º al Bauhaus-Galan ( Stoccolma), 1500 m piani - 3'36"42
- 12º al Meeting international Mohammed VI d'athlétisme de Rabat ( Rabat), 1500 m piani - 3'39"59

2012
- 4º al Prefontaine Classic ( Eugene), miglio - 3'50"43
- 7º ai Bislett Games ( Oslo), miglio - 3'50"73
- 5º ai London Anniversary Games ( Londra), miglio - 3'53"93
- 5º all'Herculis ( Monaco), 1500 m piani - 3'31"00
- Bronzo al Doha Diamond League ( Doha), 1500 m piani - 3'31"17
- Bronzo al Memorial Van Damme ( Bruxelles), 1500 m piani - 3'32"24
- 7º all'Athletissima ( Losanna), 1500 m piani - 3'33"25
- Argento all'ISTAF Berlin ( Berlino), 1500 m piani - 3'33"41
- 5º al British Grand Prix ( Birmingham), 1500 m piani - 3'35"88

2013
- 5º al Prefontaine Classic ( Eugene), miglio - 3'50"42
- 7º ai Bislett Games ( Oslo), miglio - 3'53"46
- 4º all'Herculis ( Monaco), 1500 m piani - 3'30"77
- Argento al Doha Diamond League ( Doha), 1500 m piani - 3'31"90
- 5º allo Shanghai Golden Grand Prix ( Shanghai), 1500 m piani - 3'33"67
- 8º al Bauhaus-Galan ( Stoccolma), 1500 m piani - 3'37"51

2014
- 10º al Prefontaine Classic ( Eugene), miglio - 3'51"12
- 9º ai Bislett Games ( Oslo), miglio - 3'53"96
- 7º al Doha Diamond League ( Doha), 1500 m piani - 3'31"22
- 8º all'Athletissima ( Losanna), 1500 m piani - 3'32"80

2016
- Bronzo agli FBK Games ( Hengelo), 5000 m piani - 13'04"66
- 12º ai London Anniversary Games ( Londra), 5000 m piani - 13'27"79
- 14º alla Weltklasse Zürich ( Zurigo), 5000 m piani - 13'31"08
- 6º al Meeting de Paris ( Parigi), 3000 m piani - 7'32"48
- 5º al British Grand Prix ( Birmingham), 3000 m piani - 7'48"59
- 4º al Doha Diamond League ( Doha), 1500 m piani - 3'33"94
- 8º al Memorial Van Damme ( Bruxelles), 1500 m piani - 3'34"03
- 13º all'Herculis ( Monaco), 1500 m piani - 3'35"16
- 6º al Golden Gala ( Roma), 1500 m piani - 3'35"36

2017
- 9º al Meeting de Paris ( Parigi), 3000 m piani - 7'43"57
- 11º al Meeting international Mohammed VI d'athlétisme de Rabat ( Rabat), 3000 m piani - 7'47"28
- 9º al Prefontaine Classic ( Eugene), miglio - 3'53"50
- Bronzo al Doha Diamond League ( Doha), 1500 m piani - 3'32"27
- 8º all'Athletissima ( Losanna), 1500 m piani - 3'35"22
- 6º ai London Anniversary Games ( Londra), 1500 m piani - 3'36"44
- 10º alla Weltklasse Zürich ( Zurigo), 1500 m piani - 3'38"87
- 6º alla Parelloop ( Brunssum) - 29'26"

2018
- 10º ai London Anniversary Games ( Londra), 5000 m piani - 13'20"08
- 10º al Meeting international Mohammed VI d'athlétisme de Rabat ( Rabat), 3000 m piani - 7'42"72
- 7º al Prefontaine Classic ( Eugene), miglio - 3'54"60
- 7º ai Bislett Games ( Oslo), miglio - 3'59"10
- 7º al Meeting de Paris ( Parigi), 1500 m piani - 3'34"27
- 4º all'ISTAF Berlin ( Berlino), 1500 m piani - 3'34"60
- 8º allo Shanghai Golden Grand Prix ( Shanghai), 1500 m piani - 3'35"95
- 5º al Doha Diamond League ( Doha), 1500 m piani - 3'36"54
- 9º alla Weltklasse Zürich ( Zurigo), 1500 m piani - 3'38"76

2019
- 12º al Golden Gala ( Roma), 5000 m piani - 13'10"21
- 9º al Prefontaine Classic ( Eugene), miglio - 3'54"32
- 10º ai Bislett Games ( Oslo), miglio - 3'54"92
- 5º al Meeting de Paris ( Parigi), 1500 m piani - 3'31"45
- Bronzo al Doha Diamond League ( Doha), 1500 m piani - 3'33"12
- 11º all'Athletissima ( Losanna), 1500 m piani - 3'35"04
- 4º al Bauhaus-Galan ( Stoccolma), 1500 m piani - 3'39"18
- 10º al Memorial Van Damme ( Bruxelles), 1500 m piani - 3'37"48

2020
- 10º al Doha Diamond League ( Doha), 1500 m piani - 3'36"67

2021
- 11º ai Bislett Games ( Oslo), 3000 m piani - 7'46"84
- 12º all'Athletissima ( Losanna), 3000 m piani - 7'54"27
- 5º al Doha Diamond League ( Doha), 1500 m piani - 3'33"64
- 6º al Bauhaus-Galan ( Stoccolma), 1500 m piani - 3'34"77
- 9º alla Weltklasse Zürich ( Zurigo), 1500 m piani - 3'46"01

2022
- 15º all'Herculis ( Monaco), 3000 m piani - 7'56"82